# مستأصل

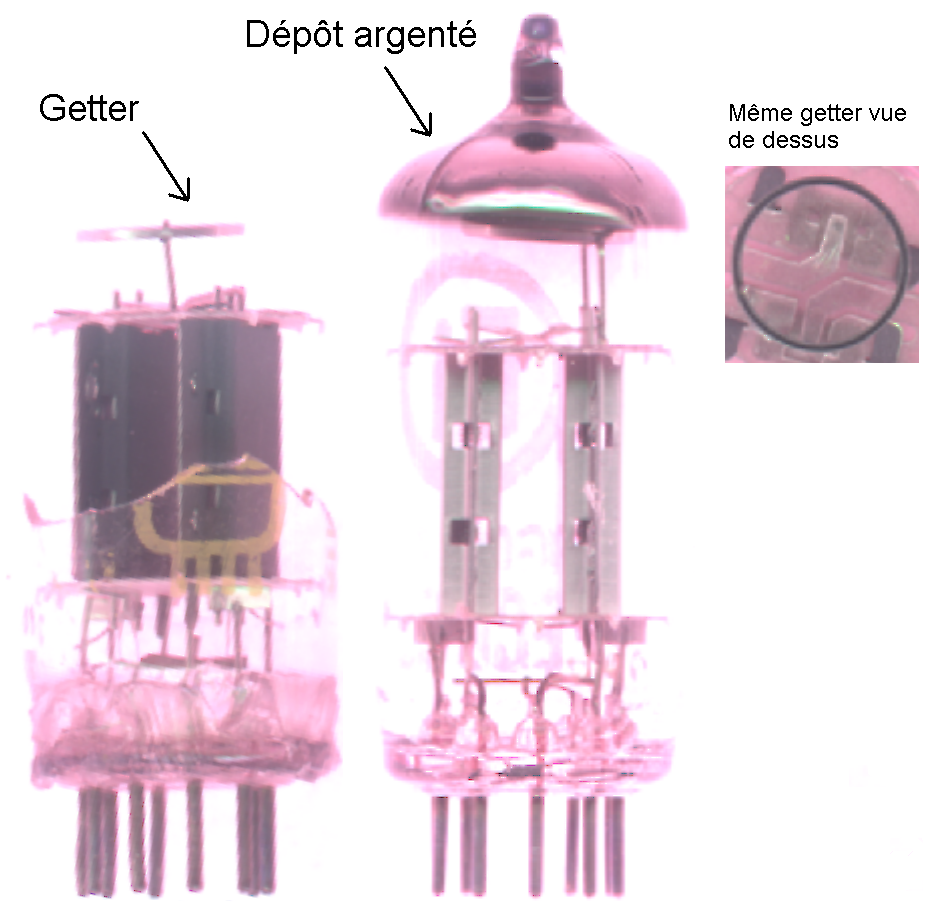
(في الوسط) صمام مفرغ مع «مستأصِل مبخَّر بالحرارة» يكسو السطح الداخلي لعلِّيَةِ الصمام. (يسار) يظهر داخل صمام مماثل الخزان الذي يحتوي مادة التي تبخرت لتشكل طبقة (كساء) المستأصل. أثناء الصنع وبعد أن يفرَّغ الصمام ويُغلق، يقوم مسخن تحريضي بتبخير مادة المستأصل، التي تتكثف على سطح الزجاج.

المُستأصلة أو المستأصل أو ماص الغازات (بالإنجليزية: getter)‏ هي مادة متفاعلة تُودَعُ داخل أنظمة مفرغة، بغرض إكمال التفريغ التام والحفاظ عليه. حين تتآثر مادة المستأصل مع جزيئات الغاز المتبقية داخل الفراغ، ترتبط معها كيميائيا أو تقوم بامتصاصها وبذلك تزيل كمية الغاز الصغيرة المتبقية من الفضاء المفرغ. المستأصل عادة هو طبقة أو كساء يطلى في داخل سطح غرفة مفرغة.
يُولَّد الفراغ عبر ربط حاوية مغلقة بمضخة فراغية. بعد تحقيق الفراغ، يمكن غلق الحاوية أو ترك المضخة الفراغية مشتغلة. المستأصلات مهمة بشكل خاص في الأنظمة المغلقة مثل: الصمامات المفرغة بما في ذلك أنابيب الأشعة الهابطة، اللوحات المعزولة بالتفريغ والتي يجب أن تحافظ على الفراغ لمدة طويلة. وهذا لأن السطوح الداخلية للحاويات تُطلق غازات ممتصة سابقا بعد مدة من إنشاء الفراغ ويقوم المستأصل باستمرار بإزالة (إستئصال، امتصاص) هذه الغازات مباشرة بعد طرح السطوح لها. حتى في الأنظمة التي تُفرَّغ باستمرار عبر مضخة فراغية، تستخدم المستأصلات كذلك لإزالة الغازات المتبقية وذلك لتحقيق فراغ أكبر من الفراغ الذي يمكن للمضخة تحقيقه وحدها. رغم أن وزنه منعدم تقريبا ولا يملك أجزاء متحركة، يُعتبر المستأصل في حد ذاته مضخة فراغية.
لا يمكن للمستأصلات أبدا التفاعل مع الغازات الخاملة، لكن يمكن لبعضها امتصاص هذه الغازات بطريقة قابلة للعكس. يعامل الهيدروجين عادة بالامتصاص بدل التفاعل.
الكميات الصغيرة من الغازات داخل صمام فراغ ستتأين، مسببة توصيلا غير مرغوب به يؤدي إلى أعطال كبيرة. يمكن لكميات الغاز الصغيرة داخل اللوحات المعزولة بالتفريغ إنقاص قيمة العزل الخاصة بها بشكل كبير. وبشكل عام تساعد المستأصلات على الحفاظ على الفراغ.

## روابط خارجية
- فيديو يوضح تبخير مُستأصل داخل صمامات مفرغة.